# Villanueva de la Cañada
Villanueva de la Cañada község Spanyolországban, Madrid tartományban. Villanueva de la Cañada Brunete, Quijorna, Valdemorillo, Villanueva del Pardillo, Majadahonda, Boadilla del Monte és Villaviciosa de Odón községekkel határos. Lakosainak száma 23 799 fő (2024).

## Népesség
A település népessége az utóbbi években az alábbiak szerint változott:
| Lakosok száma | 11 429 | 13 198 | 15 882 | 16 804 | 18 425 | 18 827 | 20 320 | 21 445 | 22 845 | 23 799 |
|               | 2001   | 2004   | 2007   | 2009   | 2012   | 2014   | 2017   | 2019   | 2022   | 2024   |